# 正津川站
正津川站（日语：／ Shōzukawa eki */?）是位於青森縣下北郡大畑町大字正津川字平（現時：陸奧市大畑町正津川字平），下北交通的大畑線車站（廢站）。

## 歷史
- 1939年（昭和14年）12月6日 - 車站啟用[1]。
- 1958年（昭和33年）10月20日 - 結束處理貨物[1]。
- 1959年（昭和34年）4月1日 - 成為無人車站。
- 1985年（昭和60年）7月1日 - 下北交通繼承國鐵大畑線[1]。
- 2001年（平成13年）4月1日 - 下北交通大畑站全線廢除，此站也廢除。

## 車站構造
截至車站廢除前，此站是地面車站，設有1面1線的單式月台。此站曾經設有列車交會設備和貨物起卸業務。

## 車站周邊
- 正津川郵局
- 陸奧市立正津川小學

## 現況
現時還有車站月台的遺蹟。而連接車站的青森縣道277號正津川停車場線還存在，未有取消縣道登記。

## 相鄰車站
下北交通
大畑線
川代－正津川－大畑

## 注腳
1. 1 2 3 4  石野哲（編）. . JTB. 1998: 511. ISBN 978-4-533-02980-6 （日语）.